# Rai (comics)
Pour les articles homonymes, voir Rai.
Rai est un comics publié pour la première fois en 1991 par Valiant Comics.

## Historique de publication
Rai apparaît pour la première fois comme série secondaire de Magnus Robot Fighter à partir du numéro 5. Ce personnage gagne son comics en mars 1992. Écrit par David Michelinie et dessiné par Joe St. Pierre et Charles Barnet, la série ne connaît que 8 épisodes qui se concluent par la mort apparente du héros. Ce comics très sombre est relancé plus tard sous le titre Rai and the future force. En 1999, Valiant Comics met la clef sous la porte et tous les héros disparaissent.
En 2007, Valiant renaît et en 2012 de nouveaux comics sont publiés. Les personnages sont les mêmes que ceux des années 1990 mais leurs histoires sont reprises à zéro. Ainsi en 2014, Rai revient dans un comics scénarisé par Matt Kindt et dessiné par Clayton Crain.
En novembre 2019, la série est relancée avec Dan Abnett au scénario et Juan José Ryp au dessin.